# Offshore

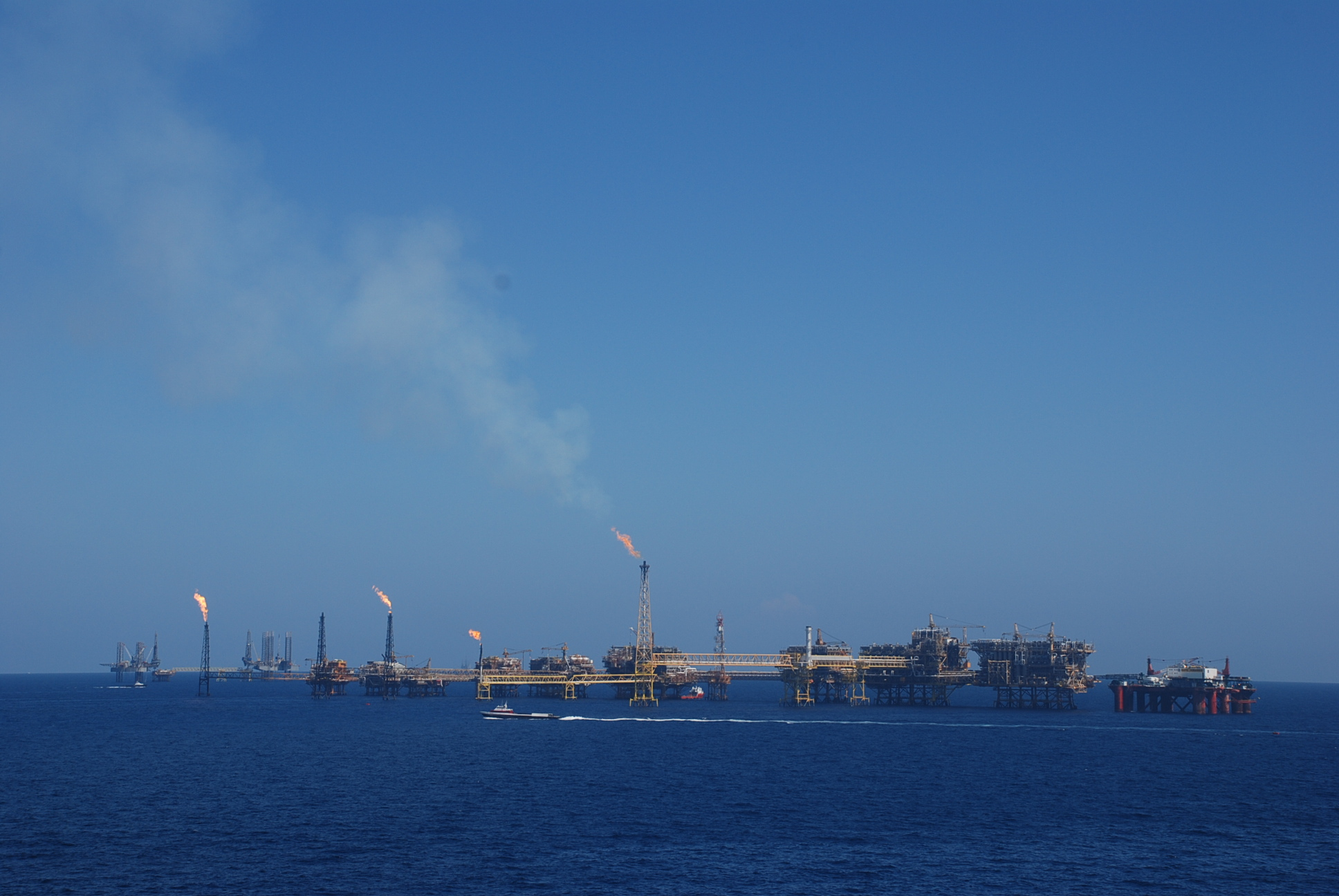
Het Akal-C-complex in het Cantarellveld

Offshore (Engels: weg van de kust), ook wel buitengaats of aflandig, is de activiteit die plaatsvindt op enige afstand van de kust, meestal gericht op exploratie en winning van olie en gas, maar in toenemende mate ook van windenergie en aquacultuur. Het is onder te verdelen in een mijnbouwdeel, met olie- en gasplatforms, en een maritiem deel, zoals duikondersteuningsschepen, platformbevoorradingsschepen, pijpenleggers en kraanschepen. De offshore begon vlak na de Tweede Wereldoorlog, aanvankelijk vooral in de Golf van Mexico in ondiep water. Tegenwoordig vindt onder druk van de afnemende beschikbare hoeveelheid olie dicht bij de kust een verschuiving plaats naar diep water.
Offshoretechniek is het ontwerpen, construeren en plaatsen van kunstwerken die dienstdoen bij industriële processen of publieke voorzieningen en de exploratie en winning van olie en gas op zee.

## Exploratie
Exploratie bestaat uit meerdere fases. Aanvankelijk begon dit met geologische opsporing, waarbij vooral oppervlaktegegevens worden geïnterpreteerd. In het midden van de jaren 1920 waren alle aan de oppervlakte liggende velden in de Verenigde Staten in kaart gebracht en had men andere methoden nodig om dieper gelegen velden te vinden. De methodes van deze geofysische opsporing die op zee bruikbaar zijn, zijn seismiek, gravimetrie en magnetisch onderzoek, dat wordt uitgevoerd met onderzoeksvaartuigen. Bij veelbelovende aanwijzingen wordt een exploratieconcessie aangevraagd, om daarna proefboringen te doen. Deze exploratieboring moet uitsluitsel geven of een formatie werkelijk olie of gas bevat. Dit vakgebied is de petrofysica. Deze proefboringen worden in ondiep water uitgevoerd door hefeilanden, in diep water door boorschepen en halfafzinkbare platforms. Met behulp van structurele geologie wordt daarna de omvang van een olie- of gasvoorkomen vastgesteld. Als die voldoende is, kan een oliemaatschappij besluiten tot winning over te gaan. Hiervoor worden productieputten geboord.

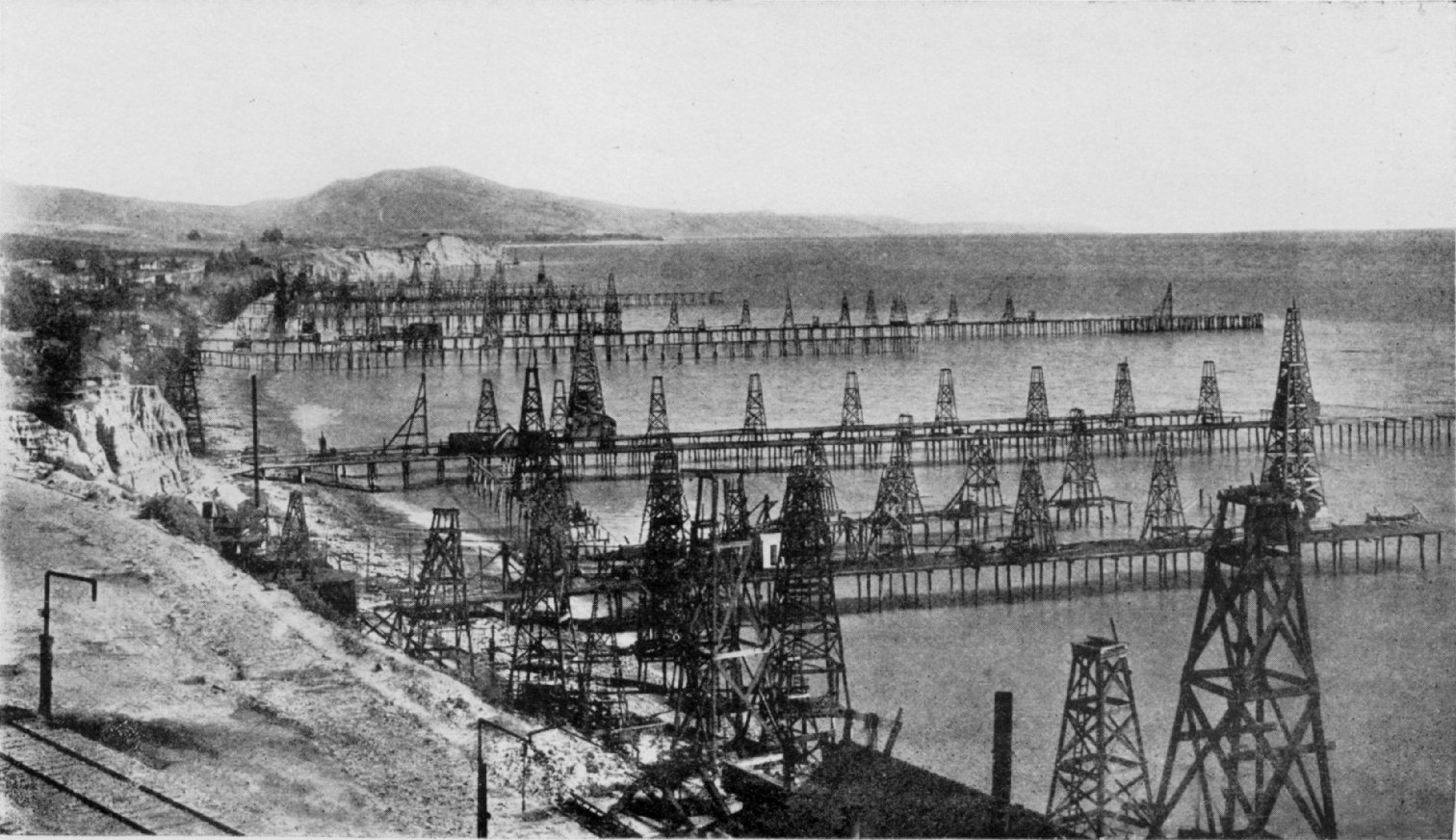
Een olieveld met tientallen olieboren, net voor de kust van Summerland, Californië, 1915

Al aan het einde van de negentiende eeuw werd in Californië, waar veel olie op natuurlijke wijze naar de oppervlakte lekt (seeps), net uit de kust gebouwd vanaf pieren in olievelden aan de wal die zich voortzetten in zee. Begin twintigste eeuw werd ook begonnen met boren naar vooral gas in het Eriemeer, voornamelijk aan de Canadese kant. Enkele jaren later werd ook in het Caddomeer op de grens van Louisiana en Texas geboord vanaf houten platforms. In Venezuela werd vanaf de jaren 1920 in het Meer van Maracaibo naar olie geboord, terwijl in de jaren 1930 werd begonnen in de Kaspische Zee.

### Golf van Mexico
In de jaren 1920 werden in de moerassen, meren en baaien van Louisiana houten platforms gebruikt om vanaf te boren. In deze overgangszone onder invloed van het getij begon Chevron gebruik te maken van bakken om het materiaal sneller te kunnen verplaatsen. Ter plekke liet men deze afzinken tot op de bodem van het ondiepe water om daarna te boren. De eerste bak die op deze manier te werk ging, was de Giliasso, genoemd naar Louis Giliasso die dit idee had ontwikkeld. De stabiliteit van deze bakken was echter beperkt, zodat de waterdiepte waarin dit gebruikt kon worden, begrensd was tot zo'n drie meter. In 1937 lieten Pure Oil en Superior Oil door Brown & Root het tot dan toe grootste platform van de Golfkust bouwen, nog steeds van hout. In 1946 bouwde Brown & Root een platform met stalen palen voor Magnolia Petroleum.
Dit was echter allemaal dicht bij de kust. Begin 1947 liet Superior door McDermott 18 mijl uit de kust bij Vermilion Parish een platform bouwen, het eerste geheel stalen platform. Een platform van Kerr-McGee wist in oktober, enkele maanden eerder dan Superior, een olieput in productie te brengen. Dit gebeurde in Ship Shoal Block 32, voor de kust van Louisiana in de Golf van Mexico, met Rig 16 aan boord van de Frank Phillips. Dit wordt wel beschouwd als het begin van de offshore-industrie.
In de jaren 1950 verplaatste de boring zich naar steeds dieper water en werden eerst bakken en tenders – kleine scheepsvormige bakken – gebruikt. Later werden afzinkbare platforms gebruikt die naar locatie werden gesleept en daarna afgezonken tot ze rustten op de zeebodem. Deze afzinkers waren een idee van John T. Hayward die voor Barnsdall Oil & Gas werkte. Hierbij werden de voordelen van bakken gecombineerd met die van platforms op palen. Door op de bakken kolommen te plaatsen met daarop het werkdek was de invloed van de golven beperkt en had men toch een verplaatsbaar platform. De eerste was de Breton Rig 20, die in waterdieptes tot 6 meter kon werken. Nadat olie-exploratie in de Golf stil had gelegen van 1950 tot 1953 vanwege de Tidelands controversy, begon Alden J. Laborde zijn eigen bedrijf Odeco om met financiering van Murphy Oil een nieuw type afzinker te bouwen dat geschikt was voor dieper water. Dit platform, de Mr. Charlie, kon in waterdieptes tot 12 meter werken. Dit rechthoekige type werd snel populair, maar kort daarna vervangen door de ultieme afzinker: het kolomgestabiliseerde platform of flessentype, waarvan de eerste Rig 46 was van Kerr-McGee in 1956. Dit type kon boren in waterdieptes tot 55 meter.
In waterdieptes verder uit de kust konden ook deze platforms echter niet meer aan het werk. Al in de jaren 1930 werd gebruikgemaakt van hefeilanden voor constructiewerkzaamheden op zee. Ook bij de landingen in Normandië tijdens D-Day werden deze toegepast. In 1950 liet Leon B. DeLong een aantal hefeilanden bouwen voor radarinstallaties in waterdieptes van 20 meter. De mobiliteit was een groot voordeel. In 1954 lieten meerdere bedrijven hefeilanden bouwen, waaronder Rig No. 51 van The Offshore Company en Mr. Gus van Glasscock Drilling. Tegenwoordig kan er met hefeilanden in waterdieptes tot 120 meter geboord worden.

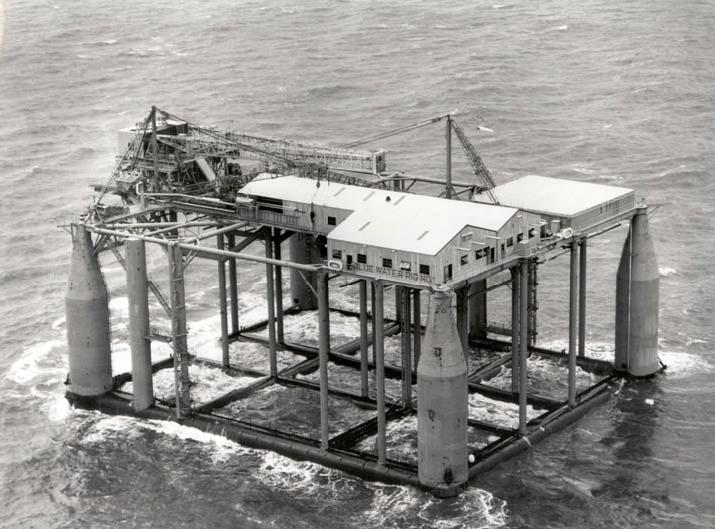
De Blue Water Rig No. 1

Het eerste halfafzinkbare platform werd per ongeluk uitgevonden in 1961. Blue Water Drilling Company bezat de uit vier kolommen bestaande afzinkbare Blue Water Rig No. 1, gebouwd in 1957. Deze werden gebruikt om voor Shell Oil in de Golf van Mexico in 25 meter diep water te boren, met het onderste deel van de romp op de bodem. Omdat de pontons niet genoeg drijfvermogen hadden om het totale gewicht van het rig te ondersteunen, werd het naar locatie gesleept op een diepgang tussen de bovenzijde van de pontons en de onderzijde van het dek. Men merkte op dat de bewegingen veroorzaakt door de deining op deze diepgang gering waren vergeleken met conventionele schepen. Blue Water Drilling en Shell besloten gezamenlijk het platform drijvend te gebruiken voor boring.
Sindsdien worden halfafzinkbare platforms specifiek ontworpen voor de offshore-industrie. In 1963 werd het eerste echte halfafzinkbare platform gebouwd, de Ocean Driller van Odeco. De grootste ramp met een halfafzinkbaar platform was het kapseizen van de Ocean Ranger, ook van Odeco, tijdens een storm op 15 februari 1982 op de Atlantische Oceaan, 315 kilometer zuidoost van St. John's bij de Grand Banks, waarbij alle 84 bemanningsleden omkwamen.

### Californië
Waar de waterdiepte in de Golf van Mexico geleidelijk toeneemt, is deze bij Californië al dicht bij de kust te diep voor platforms die op de zeebodem rusten. Om ook in deze wateren te kunnen boren, begon Shell in 1948 een consortium met Continental, Union en Superior (CUSS). In 1953 begonnen ze met proefboringen vanaf de verbouwde Submarex. Hierbij werd geboord vanaf een boorvloer over de zijde, wat problemen gaf met de slagzij. Hierop werd de CUSS I omgebouwd, die boorde door een moonpool in de midscheeps. De CUSS I kon op ankers boren in waterdieptes tot ruim 100 meter.
De CUSS I werd in 1958 overgenomen door Global Marine, die tevens een serie grotere boorschepen liet bouwen. Bij grotere waterdieptes werd ankeren problematisch. Daarom maakte de CUSS I in 1961 tijdens Project Mohole – een poging om door de aardkorst te boren in de Mohorovičić-discontinuïteit – gebruik van schroeven om op positie te blijven bij een waterdiepte van zo'n 3500 meter, het begin van dynamic positioning. Desondanks maken nog veel boorschepen en semisubmersibles gebruik van ankersystemen. Deze zijn lichter zijn geworden door over te stappen van kettingankers naar draadankers. Deze zijn bruikbaar tot zeker 1500 meter, met vooraf geplaatste ankers tot nog minstens 1000 meter dieper.

### Noordzee

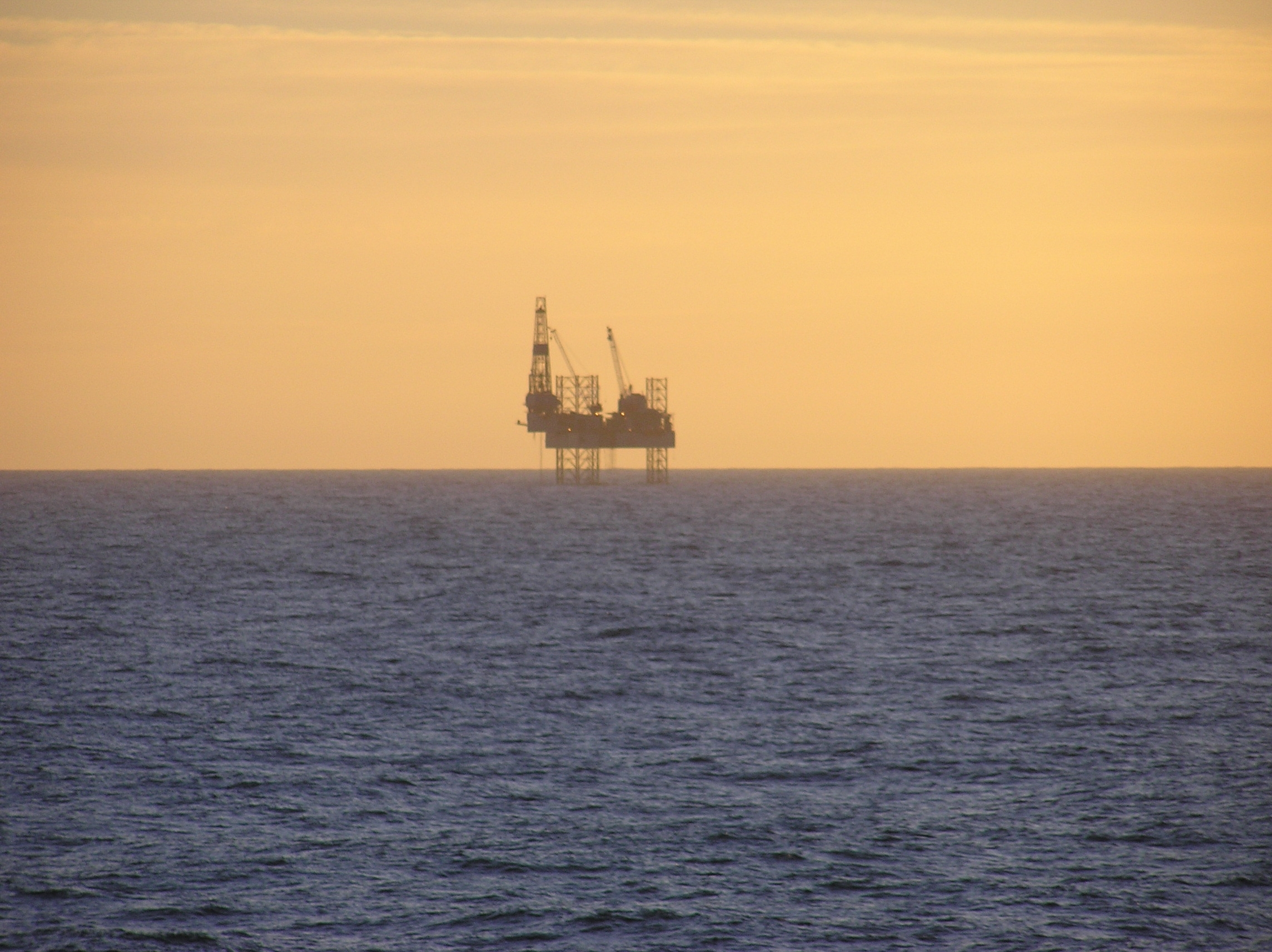
Jack-up rig in het Minke veld

De ontwikkelingen op de Noordzee begonnen pas later, mede door de zwaardere weersomstandigheden, maar vooral omdat gedacht was dat er niet voldoende olie en gas te winnen zou zijn. Daarnaast ontbrak internationale regelgeving over de verdeling van het continentaal plat. In 1958 werd het Verdrag inzake het continentale plateau – tegenwoordig onderdeel van het VN-Zeerechtverdrag – afgesloten. In 1964 trad het in werking, zodat het continentaal plat van de Noordzee verdeeld werd tussen de aangrenzende landen. Op 29 mei 1959 werd in Kolham de Slochterse gasbel ontdekt, waarmee het vermoeden rees dat ook in de Noordzee aardgas zou zijn te vinden. Op 17 september 1965 boorde het hefeiland Sea Gem gas aan in de BP-concessie, om slechts enkele dagen later te kapseizen. De zware weersomstandigheden vereisten een aanpassing van de gebruikte technologie om veilig te kunnen werken.
Op 6 oktober 1973 brak de Jom Kipoeroorlog uit, waarna de OPEC een olie-embargo instelde voor de Verenigde Staten en Nederland, wat leidde tot de oliecrisis van 1973. Dit bleek een enorme stimulans voor de offshoresector, vooral op de Noordzee.

### Wereldwijd
Tegenwoordig is de offshore-industrie wereldwijd bezig met de exploratie en winning van olie en gas. Daarbij worden de Golf van Mexico, Brazilië en West-Afrika wel gezien als de gouden driehoek, waarbij steeds meer de nadruk komt te liggen op diepwater (± 300 tot 2400 meter) en ultradiepwater (meer dan 2400 meter).

## Installatie
De ontwikkeling van een olieveld bestaat uit meerdere onderdelen, waarvan het platform de zichtbaarste is, hoewel er ook velden zijn die geheel uit onderzeese installaties bestaan, zoals Ormen Lange. Daarnaast heeft een veld een infrastructuur, zoals olie- en gaspijpleidingen, waterinjectieleidingen, elektriciteitsleidingen en onderzeese installaties die aangelegd moeten worden. De constructie van platforms gebeurt grotendeels op werven aan de wal. De manier waarop deze daarna geïnstalleerd worden is onder andere afhankelijk van de grootte en de waterdiepte.

### Lancering

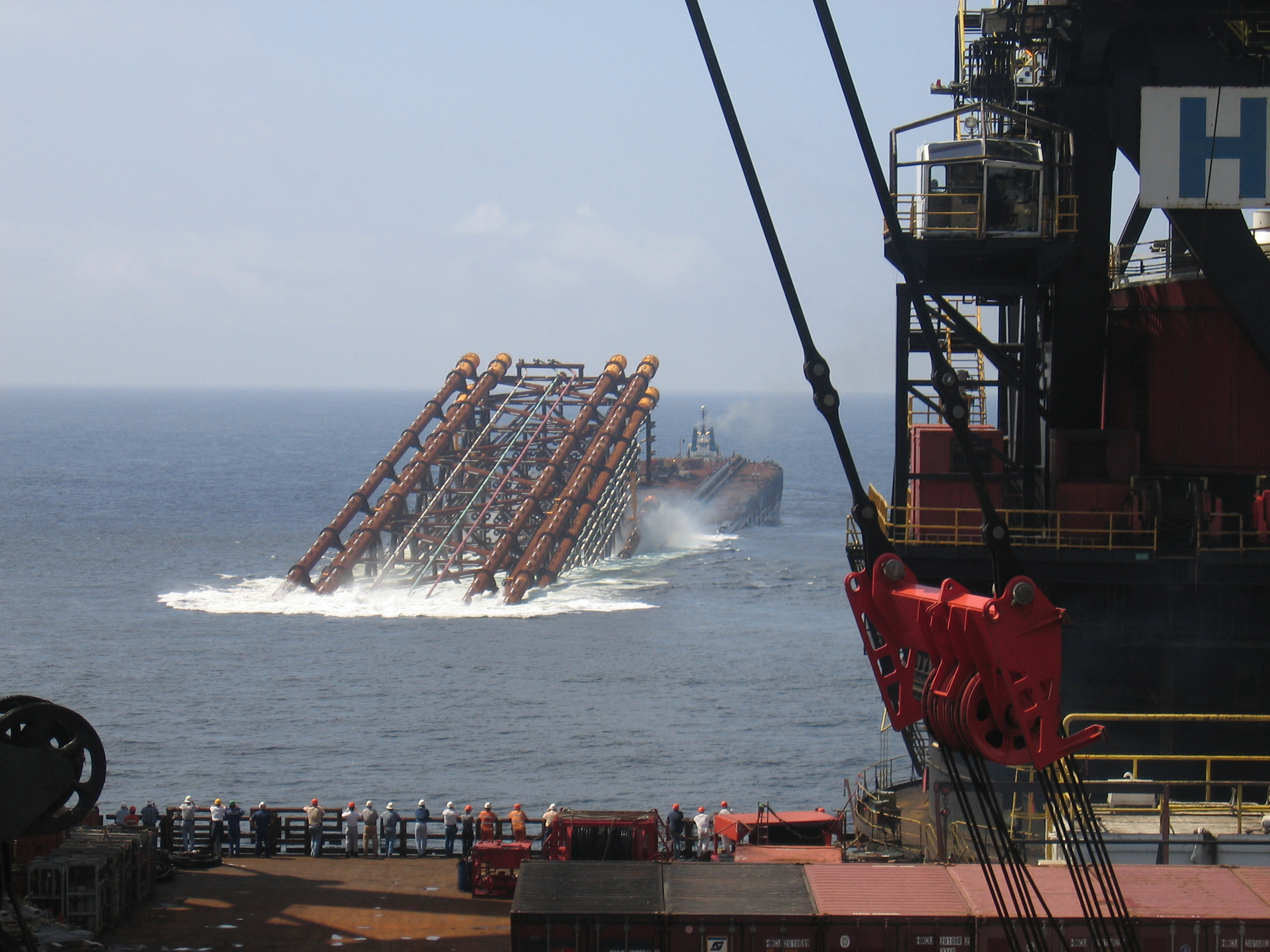
De lancering van de basistoren van de compliant tower Benguela-Belize vanaf de bak H 851

Met behulp van lanceerbakken kunnen jackets en compliant towers worden gelanceerd. Om kosten te reduceren nadat in 1986 de olieprijs was gedaald, werden jackets ontworpen die met een kraanschip konden worden geïnstalleerd. Omdat deze jackets niet ontworpen hoeven te worden voor de krachten die tijdens het lanceren optreden, kunnen deze lichter uitgevoerd worden dan gelanceerde jackets. Zwaardere jackets en compliant towers worden echter nog steeds gelanceerd.

### Hijsen
Om op zee te hijsen, kan gebruik worden gemaakt van meerdere opties. Drijvende bokken werden al vroeg gebruikt. De komst van grote kraanschepen maakte constructie goedkoper.
De grootste kraanschepen worden gebruikt voor constructiewerkzaamheden in de offshore. De grotere schepen zijn vaak halfafzinkbaar, maar ook conventionele scheepsvormen (monohulls) worden gebruikt. Het verschil met een drijvende bok is dat de kranen kunnen roteren.
In 1949 liet J. Ray McDermott de Derrick Barge No. 4 bouwen, een ponton dat uitgerust was met een 150 ton roterende kraan. Met het verschijnen van dit soort schepen veranderde de offshoreconstructie. In plaats van constructie in delen, konden jackets en dekken als modules aan de wal worden gebouwd. Voor gebruik in het ondiepe deel van de Golf van Mexico, de bakermat van de offshore, voldeden deze bakken voorlopig.
In 1963 liet Heerema een Noorse tanker, de Sunnaas, verbouwen tot het eerste kraanschip in de offshore – met een capaciteit van 300 ton – dat een echte scheepsvorm had, waarna het werd herdoopt tot de Global Adventurer. Dit type kraanschip was beter geschikt voor de weersomstandigheden op de Noordzee.
Het in 1967 opgerichte Netherlands Offshore Company bracht in 1978 het eerste halfafzinkbaar kraanschip in de vaart, de Narwhal. Vanwege financiële problemen werden de schepen van NOC verkocht aan McDermott, waarmee NOC ophield te bestaan.
In datzelfde jaar liet Heerema ook twee halfafzinkbare kraanschepen bouwen, de Hermod en de Balder, elk met één 2000 shortton en één 3000 shortton kraan. Later hebben beide overigens een upgrade gekregen, zodat ze nu een grotere capaciteit hebben. Dit type kraanschip was veel minder gevoelig voor zeegang en deining, waardoor ook gedurende de wintermaanden kon worden gewerkt op de Noordzee. De grote stabiliteit laat ook toe dat er zwaarder getild kan worden dan met een monohull. De grotere werkbaarheid en capaciteit van de kranen bracht de installatietijd van een platform terug van een heel seizoen naar een paar weken. Waar de topside van een platform daarvoor opgebouwd moest worden uit vele kleine delen, kon deze nu veelal in een keer geplaatst worden. Hierdoor kon de totale constructie lichter uitgevoerd worden en een groter deel van het werk aan de wal plaatsvinden, hetgeen goedkoper was.
Geïnspireerd door dit succes werden gelijksoortige schepen gebouwd. In 1985 kwam de DB-102 in de vaart voor McDermott, met 2 kranen met een capaciteit van 6000 ton elk. Het Italiaanse bedrijf Micoperi liet de M7000 bouwen in 1986, met twee kranen van 7000 ton elk.

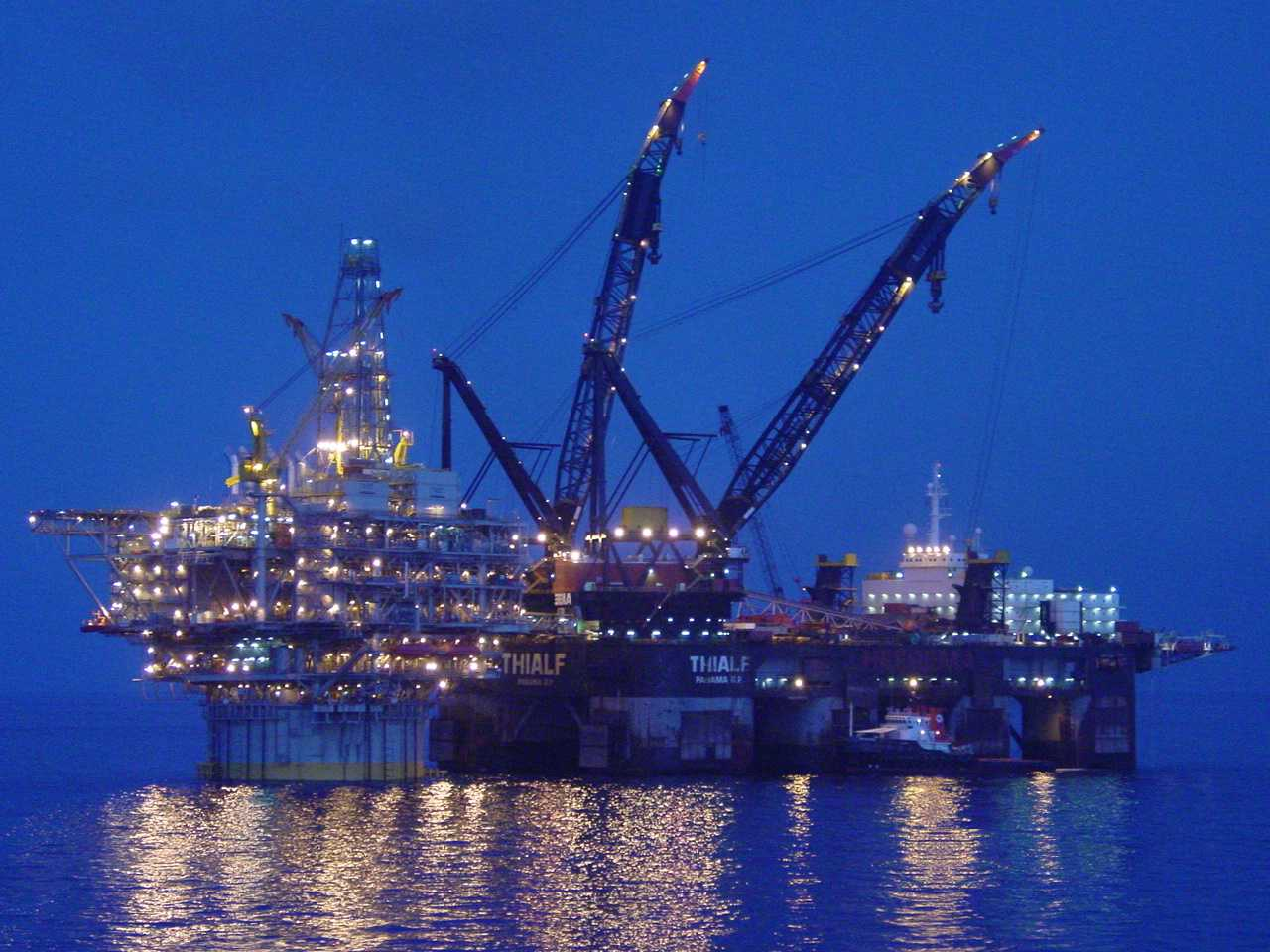
De Thialf bij de Holstein-spar

Midden jaren 1980 was de hausse in de offshore echter over. De prijs van een vat olie daalde tot beneden de $10, waardoor investeringen vrijwel tot stilstand kwamen en samenwerking gezocht moest worden. In 1988 werd een joint venture tussen Heerema en McDermott gevormd, HeereMac. In 1990 moest Micoperi een faillissement aanvragen. Dat gaf Saipem – in het begin van de jaren 1970 nog een grote speler in de offshoreconstructie, maar eind jaren 1980 nog maar marginaal aanwezig – de kans om in 1995 de M7000 over te nemen als Saipem 7000. In 1997 nam Heerema de DB-102 over van McDermott na beëindiging van de joint venture. Het schip werd omgedoopt in Thialf en na een upgrade in 2000 tot tweemaal 7100 ton is dit het grootste kraanschip ter wereld.

### Float-over
Voor dekken met gewichten die kraanschepen niet aankunnen of wanneer deze niet beschikbaar zijn, wordt gebruikgemaakt van bakken voor float-overs. Het gaat hierbij over gewichten van enkele tienduizenden tonnen. De bak wordt hierbij tussen de poten van het jacket gebracht en daarna geballast totdat het overhangende dek op het jacket staat.

### Slepen
Gravity based structures worden met behulp van sleepboten naar locatie gebracht, waarna ze geballast worden tot ze op de zeebodem rusten. Deze techniek is vooral veel gebruikt in Noorwegen, waar veel platforms van het condeeptype staan. Ook drijvende platforms als FPSO's, TLP's, semisubmersibles en spars worden naar locatie gesleept om daar vervolgens afgemeerd te worden.

### Infrastructuur

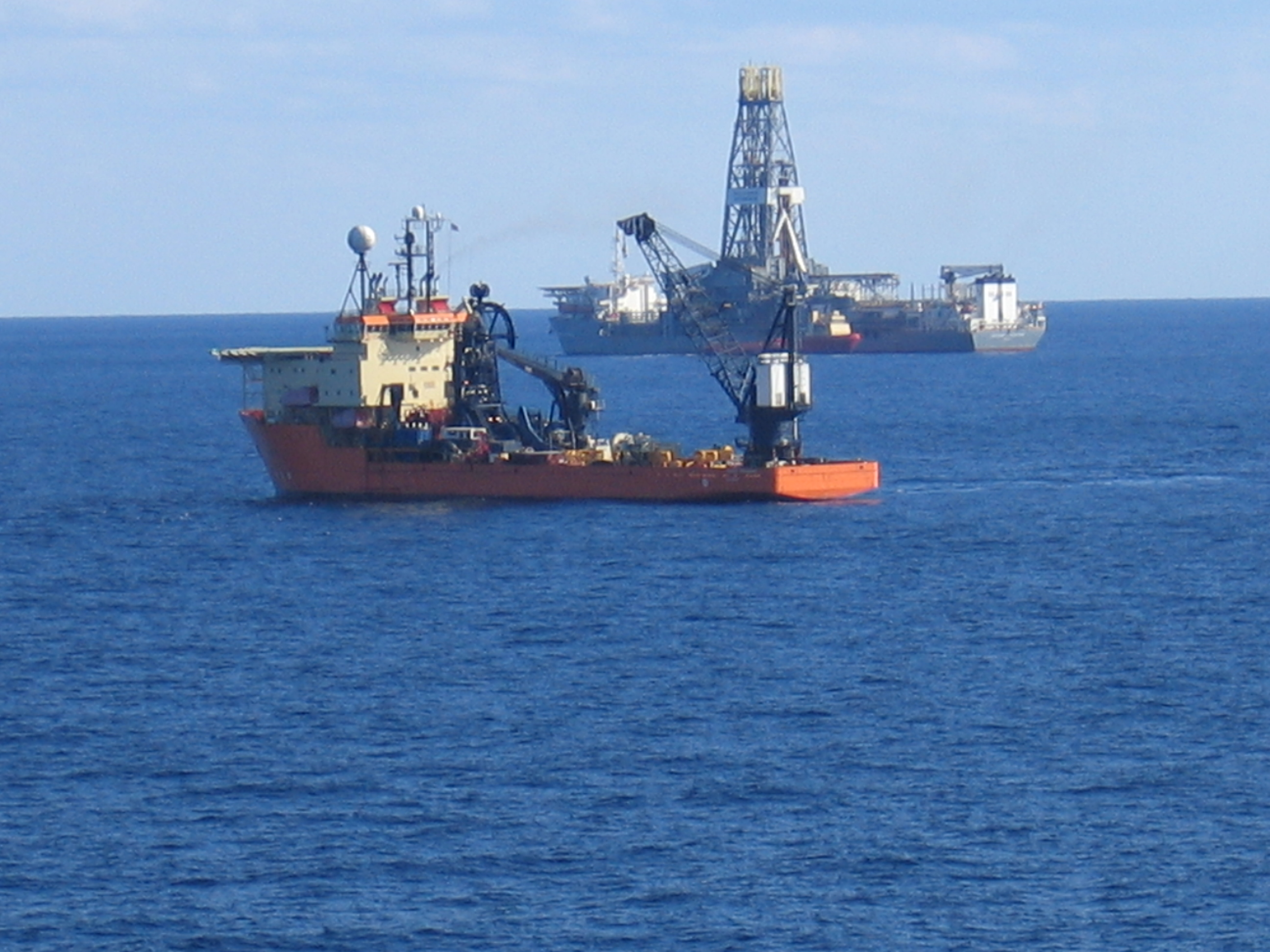
Offshore support vessel Toisa Perseus met op de achtergrond het vijfdegeneratieboorschip Discoverer Enterprise, op de locatie Thunder Horse

De infrastructuur van een veld bestaat naast een of meer platforms uit olie- en gaspijpleidingen, waterinjectieleidingen, elektriciteitsleidingen en onderzeese installaties.
Hoewel ook de kleinere leidingen en installaties door de grote pijpenleggers en kraanschepen worden aangelegd, wordt dit vaak gedaan door offshore support vessels (OSV's). Deze zijn uitgerust met een kraan die vaak enkele tientallen tot honderden tonnen kan tillen, dan wel met een A-frame waarmee installaties op de zeebodem kunnen worden uitgevoerd.
In ondiep water wordt in de Verenigde Staten ook gebruikgemaakt van liftboten, bootjes met eigen voortstuwing die zich kunnen opheffen zoals een hefeiland en meestal uitgerust zijn met een kraan.

#### Pijpleidingen

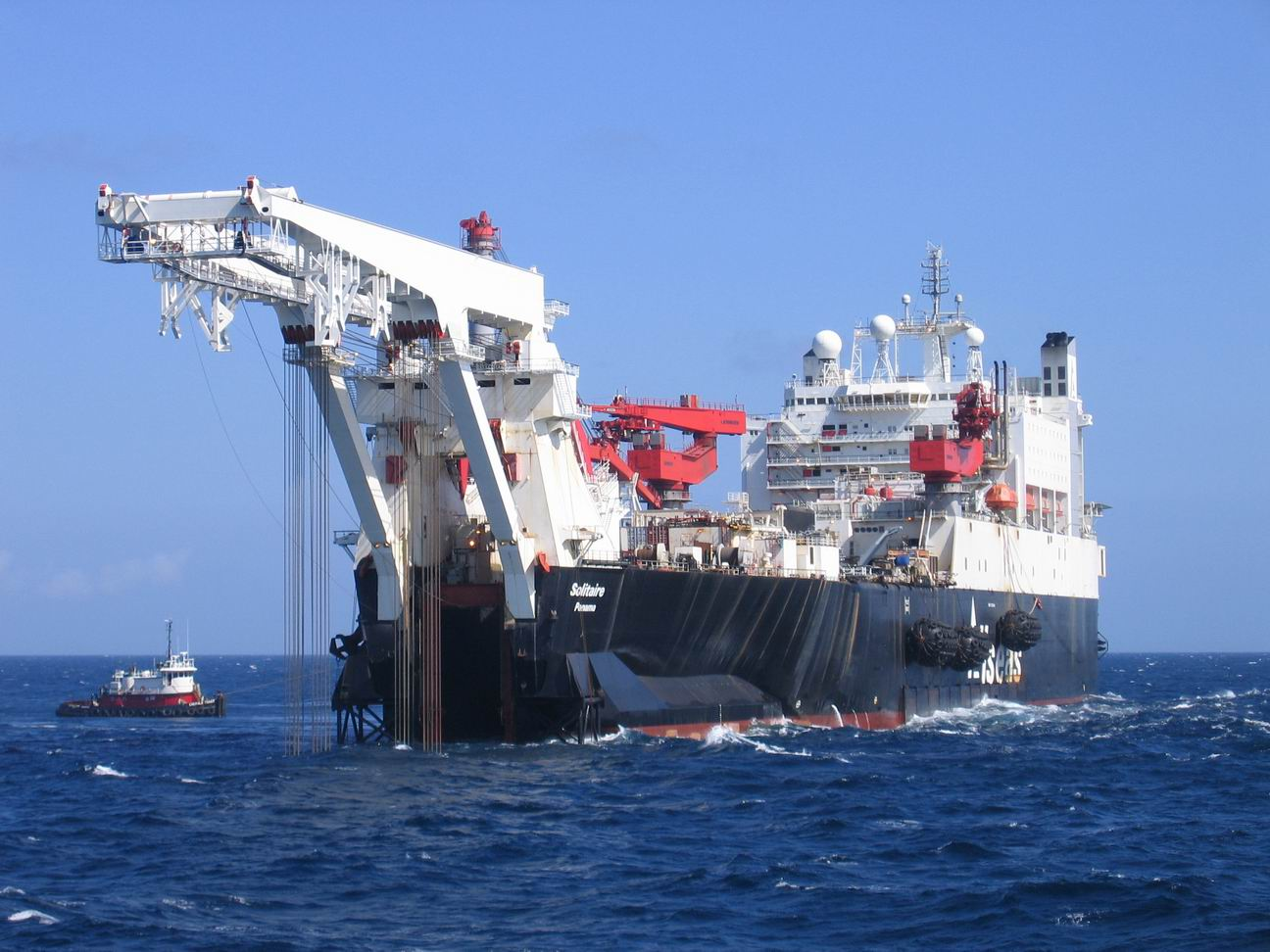
Allseas' Solitaire, de grootste pijpenlegger ter wereld tot het verschijnen van de Pioneering Spirit

Bij onderzeese pijpleidingen voor een platform wordt onderscheid gemaakt tussen de leidingen – de tie-backs – waarmee de olie en het gas uit diverse putten naar het platform wordt getransporteerd en de exportleidingen, waarmee het na behandeling naar de wal wordt getransporteerd. Export kan ook met behulp van een shuttletanker, maar vindt vaak plaats met behulp van een pijpleiding. Deze worden gelegd met behulp van bakken waarvan de ankers continu verplaatst worden door ankerbehandelingssleepboten. Tegenwoordig zijn de grootste pijpenleggers schepen, voorzien van dynamic positioning. Er zijn verschillende methoden om pijp te leggen. Bij S-lay verlaat de leiding het schip horizontaal, bij J-lay verticaal. Bij reel-lay wordt de pijp gelegd vanaf een grote spoel.

## Winning

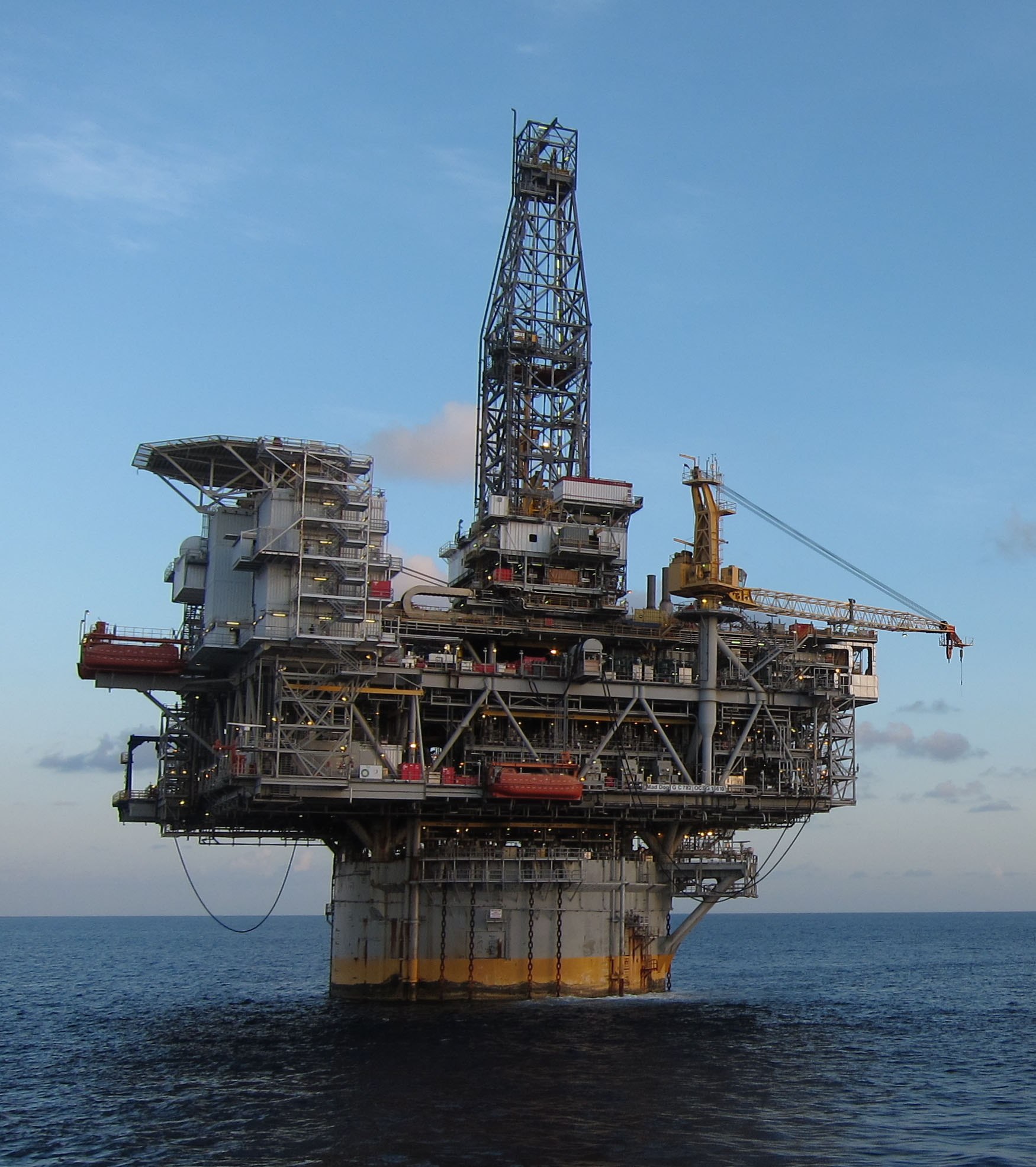
Mad Dog-spar

Waar hefeilanden en boorschepen vooral gebruikt worden voor proefboringen en om de uiteindelijke putten te boren, kunnen deze na voltooiing daarvan vertrekken. Na installatie van een productieplatform – die vaak booreilanden worden genoemd, hoewel de meeste niet kunnen boren – wordt de winning daarmee voortgezet. De beweging naar steeds dieper water heeft een scala aan platforms opgeleverd. Bij grotere waterdieptes werden de normale jackets te groot en te zwaar om economisch nog haalbaar te zijn. Waar deze jackets stijf zijn ontworpen om alle weersomstandigheden te kunnen weerstaan, werd voor grotere waterdieptes overgestapt op buigzame constructies, compliant towers, die meegeven en daardoor lichter gebouwd kunnen worden. Voor nog grotere waterdieptes ging men over naar drijvende platforms:
- vaste platforms, meestal in ondiep water (tussen haakjes het platform in de grootste waterdiepte):
  - jackets of staketsels, stalen constructies tot maximaal zo'n 400 meter waterdiepte, de grootste is Bullwinkle (Bullwinkle, 412 m)
  - compliant towers, stalen constructies tot maximaal zo'n 600 meter waterdiepte (Petronius, 535 m)
  - gravity based structures, een grote betonnen constructie die dient als fundament en ter plaatse wordt afgezonken
    - condeeps, betonnen constructies tot maximaal zo'n 300 meter waterdiepte

  - monotorens, eenvoudige constructies voor gebruik bij marginale velden
- drijvende platforms, meestal in diepe wateren:
  - tension-leg platforms, een verticaal gemeerd drijvend platform dat op zijn plaats wordt gehouden met behulp van lange palen of draden (Magnolia, 1425 m)
  - halfafzinkbare platforms, halfafzinkbare schepen die worden afgemeerd aan zuigankers, het grootste is Thunder Horse (Independence Hub, 2414 m)
  - FPSO's, Floating Production, Storage and Offloading Vessel, een speciaal soort schip (tot voor kort meestal een omgebouwde olietanker) dat boven een olieput ligt. De olie wordt meestal afgevoerd met shuttletankers, maar ook wel met leidingen (Piranema, 1600 m)
  - spar platforms, cilindervormige platforms die ook met zuigankers worden afgemeerd. Een bekend platform van dit type is de afgedankte Brent Spar, het grootste is Holstein (Perdido, 2383 m)
- onderzees:
  - al in 1960 werd de eerste onderzeese installatie geplaatst in 17 meter waterdiepte door Shell. Terwijl er in steeds dieper water olie en gas gewonnen wordt, gaat ook deze techniek steeds dieper (Coulomb, 2307 m)

| Platform          | FPSO   | Spar    | TLP   | Semi      |
| ----------------- | ------ | ------- | ----- | --------- |
| schrikken (surge) | > 100  | > 100   | > 100 | > 100     |
| verzetten (sway)  | > 100  | > 100   | > 100 | > 100     |
| dompen (heave)    | 5 - 12 | 20 - 35 | < 5   | 20 - 50   |
| slingeren (roll)  | 5 - 30 | 50 - 90 | < 5   | 30 - 60   |
| stampen (pitch)   | 5 - 12 | 50 - 90 | < 5   | 30 - 60   |
| gieren (yaw)      | > 100  | > 100   | > 100 | > 50 - 60 |

Een van de factoren die een rol speelt bij de keuze voor een specifiek type drijvend platform, is het zeegedrag, dit is het effect van zeegang en deining. De meeste golfperiodes van dit golfspectrum liggen tussen de 4 en 6 seconde voor normale zeegang en tot 20-25 seconde voor deining, afhankelijk van het gebied. De eigenperiode voor de bewegingen van het ene platform is daarbij gunstiger dan het andere.

## Ontmanteling

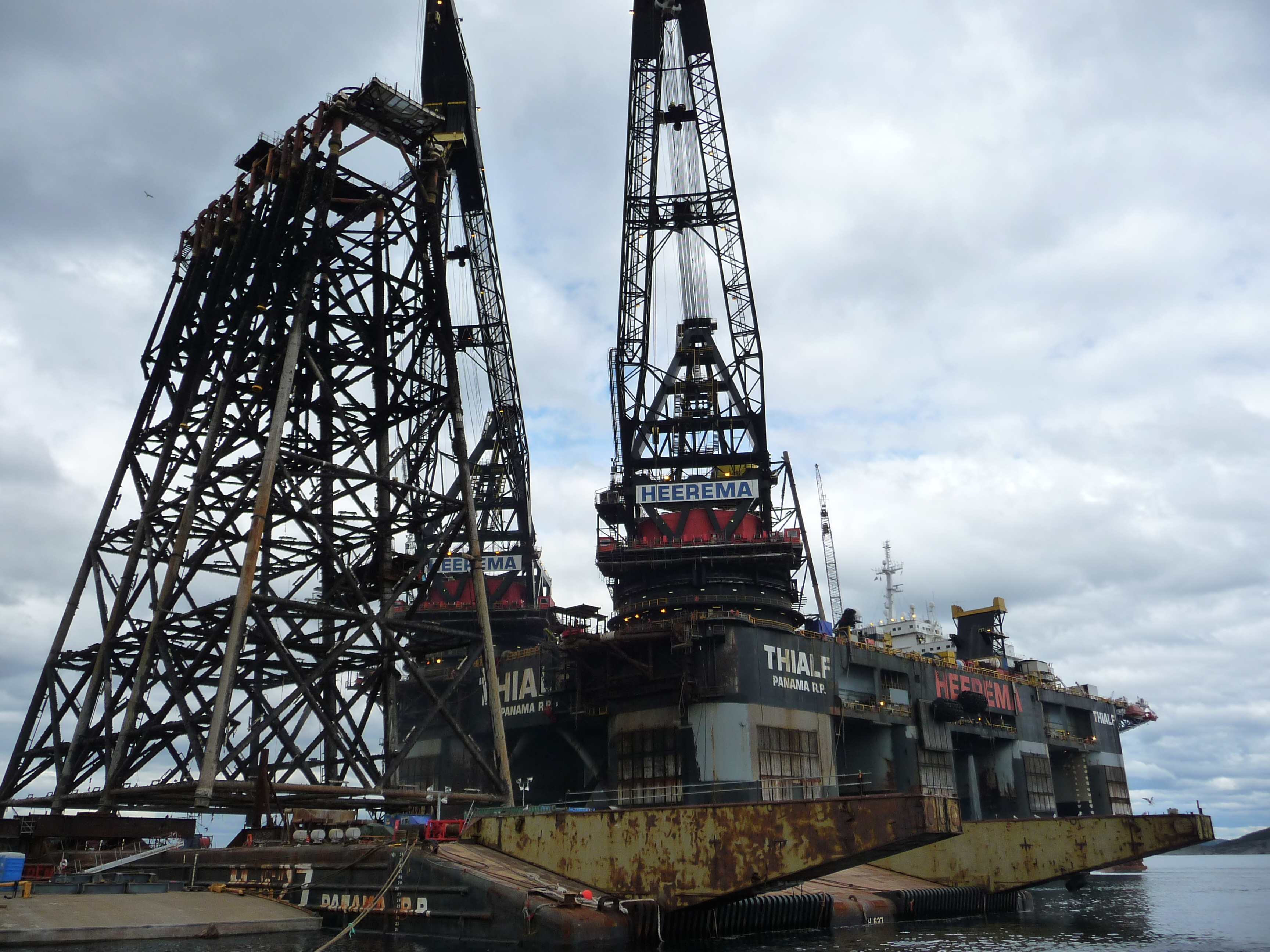
De ontmanteling van het Eko 2/4R jacket, hier net na het neerzetten door het kraanschip Thialf op de bak H 627 bij Mekjarvik

In de Verenigde Staten moet van de Minerals Management Service (MMS) – per juni 2010 the Bureau of Ocean Energy Management, Regulation and Enforcement (BOEMRE) – een platform binnen een jaar na het buiten gebruik stellen worden verwijderd, tenzij het alternatief Rigs-to-Reefs (van booreiland tot koraalrif) wordt toegepast. In Europa was het dumpen van afval vanaf schepen en vliegtuigen aan banden gelegd door de Conventie van Oslo van 1972, die in 1992 is vervangen door het OSPAR-verdrag. De affaire Brent Spar zorgde voor een aanscherping van dit verdrag in 1998, zodat alle platforms in de Noordzee ontmanteld moeten worden, hoewel dit verdrag meer ruimte laat dan het Verdrag van Helsinki dat geldt voor de Oostzee. Een poging in 1996 om via het Protocol van Londen het dumpen wereldwijd te verbieden mislukte.
Dit betekent dat er een ontmantelingsmarkt is van enkele honderden platforms op de Noordzee, hoewel deze markt riskanter is dan installatie. Aangezien er geen first oil is aan het einde van het project, is het al snel financieel aantrekkelijk voor een oliemaatschappij om investeringen naar achteren te verschuiven. 
Een aantal methodes en overwegingen voor ontmanteling zijn gebaseerd op het gebruik van dezelfde kraanschepen die ook voor installatie werden gebruikt. Andere suggesties berusten vooral op het catamaranidee, waarbij tussen de twee rompen ruimte is uitgespaard. Deze U-vorm kan dan om een dek of jacket geplaatst worden, waarna ontballast wordt, waarmee de constructie gelicht wordt. Diverse voorstellen maken gebruik van hydraulische systemen en hijsdraden, eventueel gecombineerd. Voorbeelden hiervan: de Versatruss, de MPU Heavy Lifter van het Noorse bedrijf MPU Offshore Lift ASA; de Twin Marine Lifter (die voor voltooiing werd gesloopt omdat het Noorse bedrijf SeaMetric International AS failliet ging) en de Pioneering Spirit van Allseas. Deze laatste vertrok als grootste werkschip ter wereld op 6 augustus 2016 naar zijn eerste opdracht. 

## Verschillen met maritieme techniek
Maritieme techniek houdt zich bezig met scheepsbouw en scheepvaart en richt zich ook op het transport van goederen en personen. Offshore is een vakgebied dat zich uit civiele techniek (de constructies), werktuigbouwkunde en scheepsbouwkunde heeft ontwikkeld. Omdat offshoreolie- en gasvelden zich op steeds grotere diepten bevinden, gaat het vakgebied meer en meer naar de scheepsbouwkundige kant. Hiermee komt de overgang van vaste drijvende platforms; de laatste zijn vooral een scheepsbouwkundige aangelegenheid.